# Ila'lkoabsh
Ila'lkoabsh /Ilalkoabsh", = "living in the village of Ilalko"/ jedna od lokalnih skupina Duwamish Indijanaca koji su živjeli na Green Riveru u Washingtonu, okrug King, a svoje ime dobili su po svojem glavnom selu Ilalko.